# 프랄린

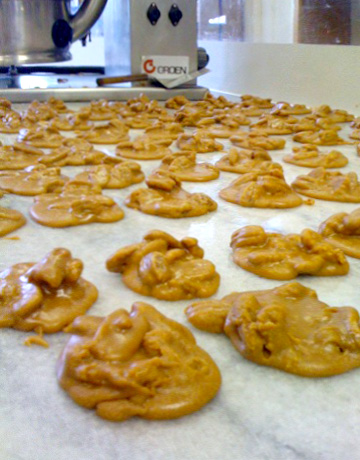

프랄린(프랑스어: praline)은 견과류를 설탕시럽에 조린 과자다.

## 기원
프랄린은 프랑스 군인이자 외교관이며 설탕생산업자였던 슈와즐의 공작이며 플레시 프라슬랭의 백작인 세자르 (César, duc de Choiseul, comte du Plessis-Praslin, 1598년 ~ 1675년)의 이름에서 유래되었다. 세자르의 요리사가 보 르 비꽁뜨성에서 실수로 아몬드를 끓는 설탕물에 빠트리는 바람에 프랄린이 만들어졌다고 한다.

## 같이 보기
- 봉봉